# Дель Карриль, Бонифасио
Бонифасио дель Карриль (исп. Bonifacio del Carril; 14 апреля 1911 — 23 декабря 1994) — аргентинский писатель, юрист, историк, переводчик, государственный и дипломатический деятель. Министр иностранных дел Аргентины (30 апреля — 5 октября 1962). Доктор юридических наук. Член Национальной академии изящных искусств (с 1965) и Национальной академии истории Аргентинской Республики (с 1960).

## Биография
Изучал право в Университете Буэнос-Айреса. Работал адвокатом. Там же получил докторскую степень в области юридических наук (тема диссертации «Национальное единство и аргентинский федерализм»).
В 1937—1943 гг. преподавал историю Америки, курс обычного права и судебной практики в Высшей торговой школе. Работал в Институте практического образования юридического факультета Буэнос-Айреса (1943—1946).
Занимал ряд ответственных должностей. В 1944 году стал заместителем министра внутренних дел. В 1962 году — Министр иностранных дел Аргентины.
В 1965 году — представитель Аргентины при Организации Объединенных Наций . Принимал участие в дискуссиях о конфликте на Фолклендских островах.
Член Национальной академии истории Аргентинской Республики. Трижды избирался президентом (1971—1979) Национальной академии изобразительных искусств.
В течение сорока лет сотрудничал с газетой «La Nación». Автор более трехсот статей и более шестидесяти книг и памфлетов о политике, истории, искусстве и аргентинской иконописи.

## Alguna de sus obras
- Buenos Aires frente al país (1944)
- Los Mendoza (1954)
- Crónica interna de la Revolución Libertadora (1959
- La expedición Malaspina en los mares americanos del Sur (1961)
- El dominio de las Islas Malvinas (1964)
- Monumenta Iconographica: Paisajes, ciudades, tipos, usos y costumbres de la Argentina 1536—1860 (1964)
- Iconografía del general San Martín (1971)
- Iconografía de Buenos Aires (1982)
- La cuestión de las Malvinas (1982) Biblioteca Argentina de Historia y Política ISBN 950-614-445-1
- Los indios en la Argentina (1992)
- El gaucho (1993).

Известен своими переводами на испанский язык сказки «Маленький принц» Антуана де Сент-Экзюпери и повести «Посторонний» Альбера Камю.
Похоронен на кладбище Реколета в Буэнос-Айресе.

## Награды
- Мальтийский орден